# Иван Хаджиколев
Иван Г. Хаджиколев е български фотограф, деец на Вътрешната македоно-одринска революционна организация.

## Биография
Иван Хаджиколев е роден в Сопот. Установява се в Кюстендил заедно с Анастас Новев и с него фотографира чети на ВМОРО. В списание „Вестник Европы“ руснакът Николай Кулябко-Корецки пише: „Двамата кюстендилски фотографи бързо приготовляваха стотини снимки, изобразяващи четници на отделно или на групи; често пъти портрет, неимеващи днес никакво значение, след седмица е ставал за населението особено скъп и надпреварваха се да го дирят, когато е идвала грозната вест, че оригиналът не е вече между живите“.
- Фотографии от Иван Хаджиколев
- Илия Богданов Атанасов от Истевник – пръв председател на Македоно-одринското дружество в Кюстендил, 1891 г.
- Даниел Бланшу като учител по гимнастика в Кюстендил, 1894 г.
- Мито Костов Кьосето, 1900 г.
- Дончо Щипянчето, около 1900 г.
- Майката на писателя Арманд Барух, 24 ноември 1902 г.
- Гоне Бегинин, Милан Делчев и М. Делев, 1900 г.